# Platerowo-Pasieka (gromada)
Platerowo-Pasieka (w latach 70. Platerów) – dawna gromada, czyli najmniejsza jednostka podziału terytorialnego Polskiej Rzeczypospolitej Ludowej w latach 1954–1972.
Gromady, z gromadzkimi radami narodowymi (GRN) jako organami władzy najniższego stopnia na wsi, funkcjonowały od reformy reorganizującej administrację wiejską przeprowadzonej jesienią 1954 do momentu ich zniesienia z dniem 1 stycznia 1973, tym samym wypierając organizację gminną w latach 1954–1972.
Gromadę Platerowo-Pasieka z siedzibą GRN w Platerowie-Pasiece (w obecnym brzmieniu Platerów) utworzono – jako jedną z 8759 gromad – w powiecie siedleckim w woj. warszawskim, na mocy uchwały nr VI/10/18/54 WRN w Warszawie z dnia 5 października 1954. W skład jednostki weszły obszary dotychczasowych gromad Chłopków, Ostromęczyn, Ostromęczyn kolonia (z wyłączeniem części obszaru leżącego na południe od szosy Łosice–Ostromęczyn) i Platerowo-Pasieka ze zniesionej gminy Górki, obszar dotychczasowej gromady Czuchów (z wyłączeniem przysiółka Czuchów-Pieńki) ze zniesionej gminy Łysów oraz obszary dotychczasowych gromad Kisielew, Kamianka i Nowodomki ze zniesionej gminy Sarnaki w tymże powiecie. Dla gromady ustalono 27 członków gromadzkiej rady narodowej.
1 stycznia 1956 gromada weszła w skład nowo utworzonego powiatu łosickiego w tymże województwie.
W latach 70. używano nazwy gromada Platerów.
Gromada przetrwała do końca 1972 roku, czyli do kolejnej reformy gminnej. 1 stycznia 1973 w powiecie łosickim utworzono gminę Platerów.